# Camissoniopsis guadalupensis
Camissoniopsis guadalupensis är en dunörtsväxtart. Camissoniopsis guadalupensis ingår i släktet Camissoniopsis och familjen dunörtsväxter.

## Underarter
Arten delas in i följande underarter:
- C. g. clementina
- C. g. guadalupensis